# Epitola falkensteini
Epitola falkensteini är en fjärilsart som beskrevs av Herman Dewitz 1879. Epitola falkensteini ingår i släktet Epitola och familjen juvelvingar. Inga underarter finns listade i Catalogue of Life.